# Liste der Städte in Niedersachsen
Die Liste der Städte in Niedersachsen enthält diejenigen Gemeinden des deutschen Landes Niedersachsen, denen die Bezeichnung Bezeichnung Stadt verliehen worden ist und die sie heute noch führen. Es handelt sich derzeit um 159 Städte.
Unter den Städten befinden sich 8 Großstädte mit mehr als 100.000 Einwohnern, nämlich Hannover, Braunschweig, Oldenburg (Oldb), Osnabrück, Wolfsburg, Göttingen, Hildesheim und Salzgitter. Die Liste der größten Städte in Niedersachsen legt das ausführlicher dar.

## A
- Achim (Landkreis Verden)
- Alfeld (Leine)
- Aurich

## B
- Bad Bentheim
- Bad Bevensen
- Bad Fallingbostel
- Bad Gandersheim
- Bad Harzburg
- Bad Iburg
- Bad Lauterberg im Harz
- Bad Münder am Deister
- Bad Nenndorf
- Bad Pyrmont
- Bad Sachsa
- Bad Salzdetfurth
- Barsinghausen
- Bassum
- Bergen (Landkreis Celle)
- Bersenbrück
- Bleckede
- Bockenem
- Bodenwerder
- Borkum
- Brake (Unterweser)
- Bramsche
- Braunlage
- Braunschweig
- Bremervörde
- Buchholz in der Nordheide
- Bückeburg
- Burgdorf (Region Hannover)
- Burgwedel
- Buxtehude

## C
- Celle
- Clausthal-Zellerfeld
- Cloppenburg
- Cuxhaven

## D
- Damme (Dümmer)
- Dannenberg (Elbe)
- Dassel
- Delmenhorst
- Diepholz
- Dinklage
- Dissen am Teutoburger Wald
- Dransfeld
- Duderstadt

## E
- Einbeck
- Elsfleth
- Elze
- Emden
- Eschershausen
- Esens

## F
- Freren
- Friesoythe
- Fürstenau

## G
- Garbsen
- Geestland
- Gehrden
- Georgsmarienhütte
- Gifhorn
- Goslar
- Göttingen
- Gronau (Leine)

## H
- Hameln
- Hannover
- Hann. Münden
- Hardegsen
- Haren (Ems)
- Haselünne
- Helmstedt
- Hemmingen (Niedersachsen)
- Hemmoor
- Herzberg am Harz
- Hessisch Oldendorf
- Hildesheim
- Hitzacker (Elbe)
- Holzminden
- Hoya

## J
- Jever

## K
- Königslutter am Elm

## L
- Laatzen
- Langelsheim
- Langenhagen
- Leer (Ostfriesland)
- Lehrte
- Lingen (Ems)
- Lohne (Oldenburg)
- Löningen
- Lüchow (Wendland)
- Lüneburg

## M
- Melle
- Meppen
- Moringen
- Munster

## N
- Neuenhaus
- Neustadt am Rübenberge
- Nienburg/Weser
- Norden (Ostfriesland)
- Nordenham
- Norderney
- Nordhorn
- Northeim

## O
- Obernkirchen
- Oldenburg (Oldb)
- Osnabrück
- Osterholz-Scharmbeck
- Osterode am Harz
- Otterndorf

## P
- Papenburg
- Pattensen
- Peine

## Q
- Quakenbrück

## R
- Rehburg-Loccum
- Rethem (Aller)
- Rinteln
- Rodenberg
- Ronnenberg
- Rotenburg (Wümme)

## S
- Sachsenhagen
- Salzgitter
- Sarstedt
- Schnackenburg
- Schneverdingen
- Schöningen
- Schöppenstedt
- Schortens
- Schüttorf
- Seelze
- Seesen
- Sehnde
- Soltau
- Springe
- Stade
- Stadthagen
- Stadtoldendorf
- Sulingen
- Syke

## T
- Twistringen

## U
- Uelzen
- Uslar

## V
- Varel
- Vechta
- Verden (Aller)
- Visselhövede

## W
- Walsrode
- Weener
- Werlte
- Westerstede
- Wiesmoor
- Wildeshausen
- Wilhelmshaven
- Winsen (Luhe)
- Wittingen
- Wittmund
- Wolfenbüttel
- Wolfsburg
- Wunstorf
- Wustrow (Wendland)

## Z
- Zeven